# تضيق الشرج
تضيق الشرج (بالإنجليزية: Anal stricture)‏ هو تضيق للقناة الشرجية. يُمكن أن يكون سبب هذا المرض عدد من العمليات الجراحية منها: إزالة البواسير وبعد علاج الثؤلول التناسلي.